# یواس‌اس پرت
یواس‌اس پرت ممکن است به یکی از موارد زیر اشاره داشته باشد:
- یواس‌اس پرت (پی‌جی-۹۵)
- یواس‌اس پرت (دی‌ئی-۳۶۳)